# Gare de L'Orme-Saint-Pantaléon
La gare de L'Orme - Saint-Pantaléon est une ancienne gare ferroviaire française de la ligne d'Étang à Santenay (via Autun), située sur le lieu-dit de L'Orme, sur le territoire de l'ancienne commune de Saint-Pantaléon, aujourd'hui fusionnée avec la commune d'Autun, dans le département de Saône-et-Loire et en région Bourgogne-Franche-Comté.
Elle est ouverte en novembre 1916 par la Compagnie des chemins de fer de Paris à Lyon et à la Méditerranée (PLM), soit quasiment cinquante ans après l'ouverture de la section reliant Autun à Épinac, sur laquelle elle est implantée.
C'était une halte voyageurs de la SNCF, desservie par des trains régionaux de l'ancien réseau TER Bourgogne jusqu'en 2011, puis par un service d'autocars TER qui n'existe plus aujourd'hui.

## Situation ferroviaire
La gare de L'Orme - Saint-Pantaléon est située au point kilométrique (pK) 18,225 de la ligne d'Étang à Santenay (via Autun), entre les gares d'Autun et de Dracy-Saint-Loup, toutes deux fermées à tout trafic.

## Histoire

### Origine
Entre septembre 1867 et juin 1870, la Compagnie des chemins de fer de Paris à Lyon et à la Méditerranée (PLM) ouvre en trois étapes la ligne reliant Étang-sur-Arroux à Santenay-les-Bains.
La gare de L'Orme - Saint-Pantaléon n'existe alors pas, alors que toutes les autres gares de la ligne ont été préalablement ouvertes.
En 1916, durant la Première Guerre mondiale, le conseil municipal de Saint-Pantaléon donne son accord concernant la création d'une halte ferroviaire sur leur commune, dans le but qu'elle serve au déplacement d'ouvriers de la Société lyonnaise des schistes bitumineux d'Autun.

### Ouverture
Le bâtiment voyageurs est construit durant l'année 1916, et dès le 1er novembre, la gare est mise en service. Elle est alors desservie par la majorité des trains desservant Autun.

### Activité et déclin
La gare est desservie par de nombreux trains aux destinations diverses, jusqu'en 1979, année durant laquelle intervient la construction de la LGV Sud-Est. Il s'avère que celle-ci coupe la ligne d'Étang à Santenay entre Dracy-Saint-Loup et Saint-Léger-du-Bois, ce qui va pousser la SNCF à fermer la section reliant Dracy-Saint-Loup à Santenay-les-Bains, la construction d'un pont permettant d'éviter la LGV étant, selon eux, trop peu rentable.
Ainsi, la gare de L'Orme - Saint-Pantaléon perdit sa liaison vers Épinac et Santenay, ainsi qu'une partie de son trafic voyageurs et marchandises par la même occasion.
La gare restait tout de même reliée à Autun, à Dracy-Saint-Loup ainsi qu'au nord-ouest (gares de Saulieu, Avallon, Auxerre, Paris...) via la ligne de Cravant - Bazarnes à Dracy-Saint-Loup.
En 2011, la SNCF ferme la section reliant Dracy-Saint-Loup à Avallon (sur la ligne de Cravant - Bazarnes à Dracy-Saint-Loup) au service voyageurs en raison du mauvais état de la voie ; il en sera de même pour la section reliant Autun à Dracy-Saint-Loup sur la ligne d'Étang à Santenay. La halte perd par conséquent l'ensemble de son trafic voyageurs. L'histoire se répète en 2015 lors de la fermeture des deux sections au service marchandises.
Un service d'autocars desservant la gare sera mis en place par la suite, mais ne durera pas dans le temps.

### État actuel
La gare de L'Orme - Saint-Pantaléon se résume aujourd'hui à un abribus desservi par la ligne régionale n°123 du réseau interurbain Mobigo, qui relie Autun à Avallon, via Dracy-Saint-Loup et Saulieu notamment.
Il ne reste que très peu de marques de l'ancienne halte comme du bâtiment voyageurs : seul un passage à niveau situé à proximité de l'emplacement de la gare est resté en place, et est aujourd'hui traversé par la voie verte (remplaçant l'ancienne section d'Autun à Santenay) encore en construction.

## Service des voyageurs

### Desserte
La halte était desservie jusqu'en 2011 par des trains TER qui reliaient Autun à Saulieu, Avallon, Auxerre ou Paris notamment. Après cette date, un service d'autocars suivant un itinéraire similaire a été mis en place, mais ce service n'est plus en activité aujourd'hui.

### Intermodalité
Un point d'arrêt situé à proximité de la gare est desservi par la ligne 123 du réseau Mobigo, qui relie Autun à Avallon et suit un itinéraire relativement similaire à l'ancienne voie ferrée.